# Balacra brunnea
Balacra brunnea là một loài bướm đêm thuộc phân họ Arctiinae, họ Erebidae.